# عبدالنور بن هادی خان
سرتیب شیخ عبدالنور فرزند هادی خان (زاده ۱۱۶۱ ه‍.ق بستک، درگذشته ۱۲۲۷ ه‍.ق شمال ایران). نام کامل وی شیخ عبدالنور بن هادی خان بستکی بن شیخ محمد خان بزرگ بن شیخ عبدالقادر بستکی العباسی فرزند ارشد هادی خان حاکم بستک و جهانگیریه.
مشایخ بنی عباسیان و فرزندان آنان که متصدی اداره امور مردم بوده‌اند با آنکه اصالتاً عرب بوده‌اند ولی پس از ورود در ایران خود را ایرانی دانسته و در تمام ادوار تاریخ و زندگی پیرو آرمانهای شاهدوستی و میهن دوستی و مطيع دولت مرکزی بوده‌اند حتی برای پیروزی ایران در جنگ ها به قفقاز هم نیرو فرستاده‌اند و کشته داده‌اند. در بنادر جنوب با اعراب متجاوز جنگیده‌اند.

## تبارنامه
شیخ عبدالنور بن هادی خان بن شیخ محمد خان بزرگ بن  عبدالقادر بستکی، شیخ حسن بستکی، شیخ محمد کبیر، شیخ ناصر الدین، شیخ محمد، شیخ جابر،  شیخ اسماعیل رابع، شیخ عبدالغنی، شیخ اسماعیل ثالث، شیخ عبدالرحیم عفیف الدین، شیخ عبدالسلام خنجی، شیخ عباس، شیخ اسماعیل ثانی، حمزه، احمد، محمد، هارون، مهدی، مرشد، محمود، احمد، علی، مبارک، عبدالسلام، سعید، عبدالغنی، طلحه، احمد، اسماعیل، سلیمان، محمد علی، عبدالله (حَبر الأُمَة) ابن عباس بن عبدالمطلب القرشی بن هاشم بن عبد مناف.

## زندگی
شیخ عبدالنور به سال ۱۱۶۱ هجری قمری در بستک زاده شد. پس از تحصیلات مقدماتی، در زمان ولیعهدی فتحعلی شاه قاجار در شیراز، بدستور پدرش به همراه مالیات (خراج) دیوانی به شیراز فرستاده می‌شود. بعلت کسری مالیات، شیخ عبدالنور در گرو مالیات در شیراز محجوز می‌شود. در این مدت بادامه تحصیل علوم عربی وضمناً به آموزش تعلیمات نظامی ولشکری نیز می‌پردازد. ومورد توجه فتحعلی شاه واقع می‌گردد. سپس با اخذ اجازه به بستک بر می‌گردد.

## شیخ عبدالنور در جنگ ایران وروس
چون جنگ فی‌مابین ایران و روس درگرفت بفرمان فتحعلی شاه شیخ عبدالنور با جمعیت کثیری از تفنگداران وسواران جهانگیره و لارستانی به تهران اعزام می‌شوند که در جنگ‌های ده ساله ایران و روس شرکت کنند. شیخ عبدالنور با درجهٔ سرتیپی در رکاب عباس میرزا ولیعهد وفرمانده کل قوای ایران به جنگ روس‌ها رفت. در این جنگ قشون روس شکست خورده وعباس میرزا ولشکریانش با فتح و پیروزی به تبریز مراجعت می‌کنند.

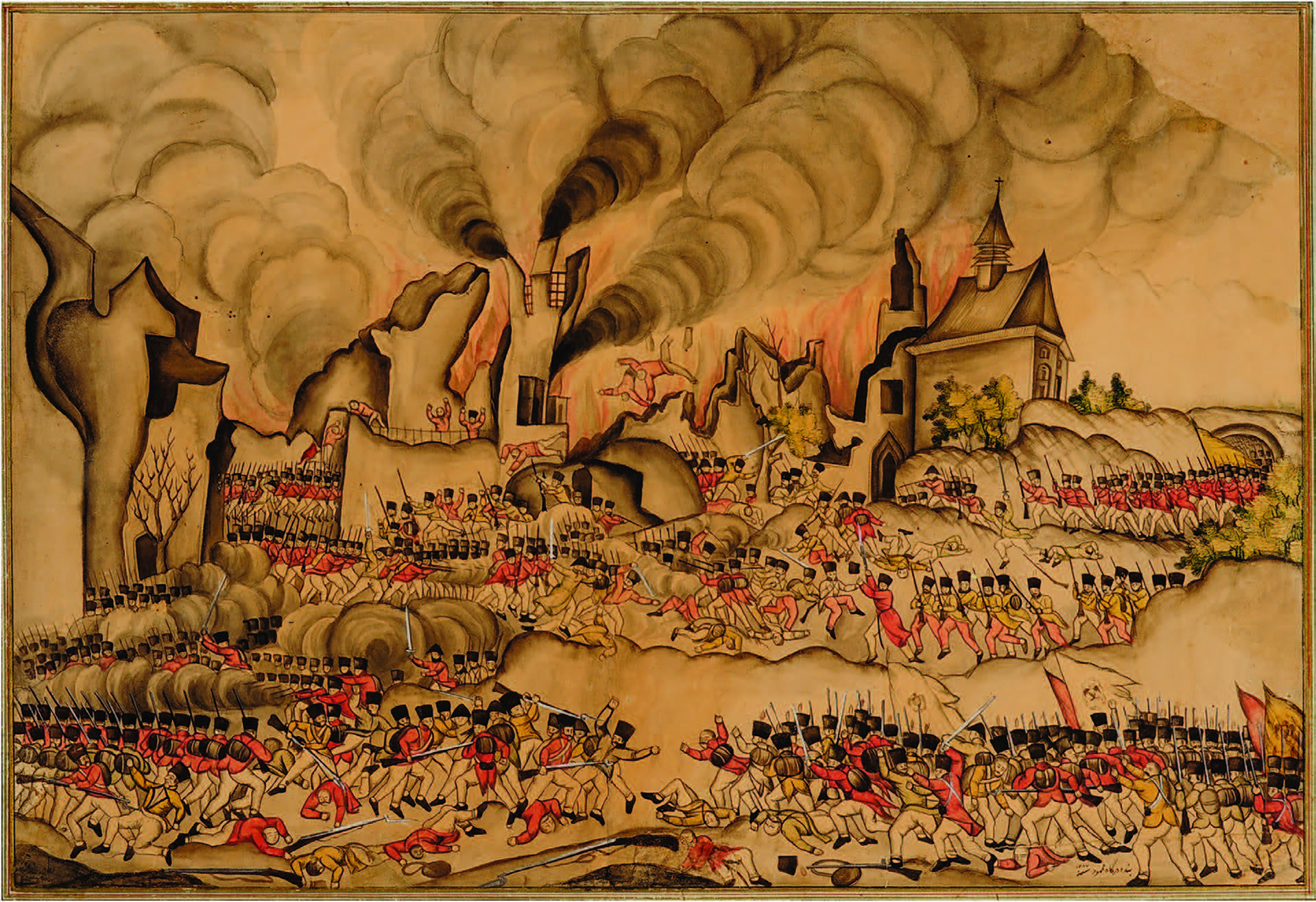
جنگ ایران و روس اثر محمود ملک‌الشعرا

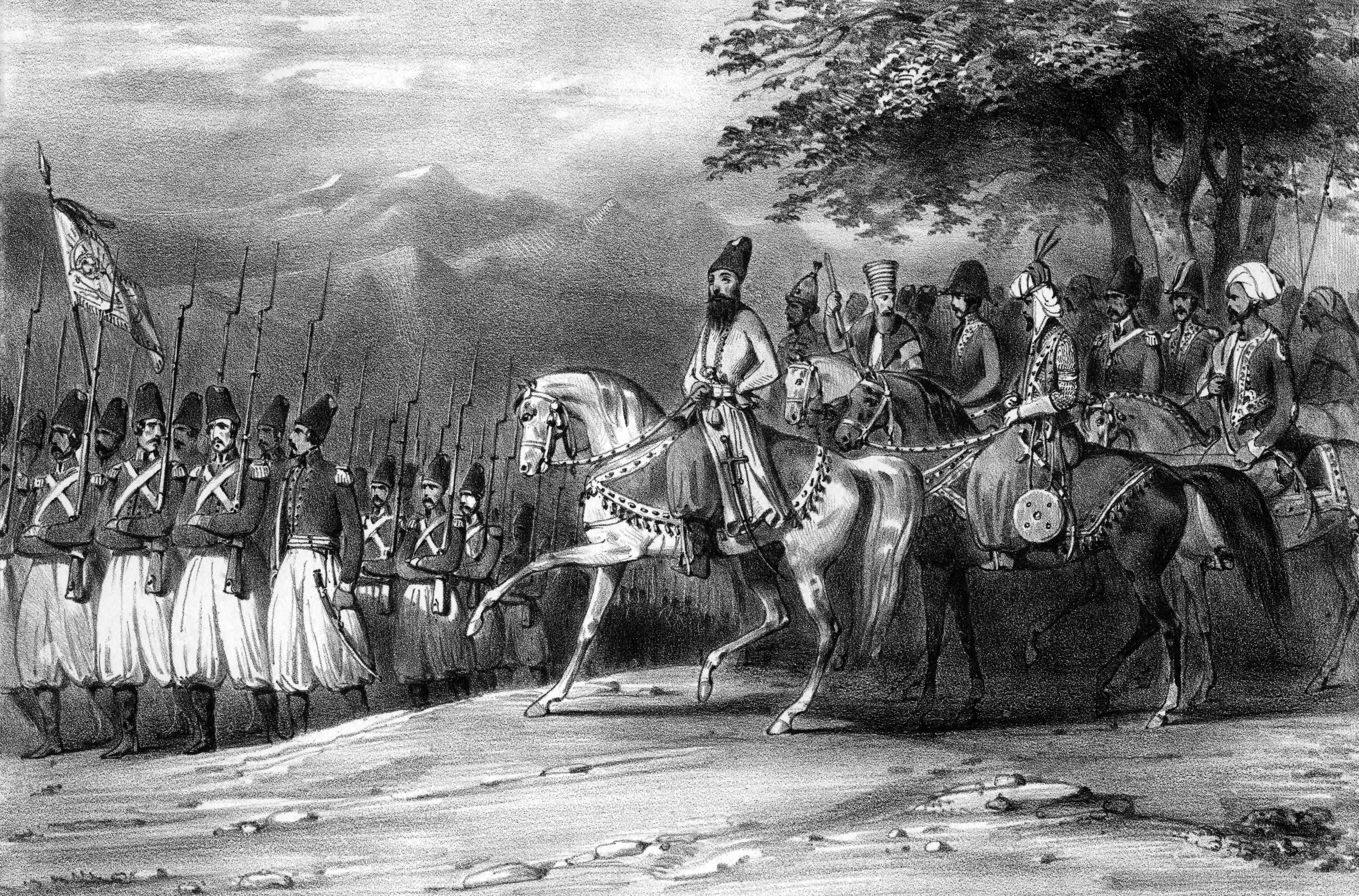
عباس میرزا، فرمانده جنگ ایران، در جنگ از سربازان ایرانی سان می‌بیند

## کشته شدن سرتیپ شیخ عبدالنور
در سال ۱۲۱۷ هجری قمری باز فرمان بسیج عمومی صادر شد و سرتیپ شیخ عبدالنور به سپاه عباس میرزا پیوست و در جنگ‌های شمال با کمال رشادت وجلادت به خرج داد تا اینکه در سال ۱۲۲۷ هجری قمری کشته شد و عده‌ای از جماعت لاری و جهانگیریه نیز تلف شدند و مابقی در همان‌جا سکونت کردند.